# DjVu
DjVu (вимовляється «дежавю́», від фр. déjà vu — дежавю — колись вже бачене) — технологія стискання зображення з втратами, розроблене компанією AT&T спеціально для зберігання відсканованих документів: книг, журналів, рукописів та ін., де наявна велика кількість формул, схем, малюнків та рукописних символів, котрі роблять повноцінне розпізнавання такого документа надзвичайно складним та трудоємним. Також це дуже ефективне рішення, коли необхідно передати всі особливості оформлення документа. Наприклад, в історичних документах важливим є не тільки зміст, а й колір, фактура паперу, його дефекти: тріщини, сліди від згинів, плям, залишені сліди предметів тощо.
В основі формату DjVu лежить декілька технологій, розроблених в компанії AT&T.
Зокрема:
- алгоритм відокремлення тексту від фону на відсканованих зображеннях;
- хвильовий (вейвлетний) алгоритм стискання фону (також називається алгоритм IW44);
- алгоритм стискання чорно-білого зображення JB2 (подібний до алгоритму стискання зображень JBIG2);
- універсальний алгоритм стискання ZP;
- алгоритм розпакування «на запит»;
- алгоритм «маскування» зображень.

В процесі перекодування в DjVu-формат використовується технологія розділення вихідного зображення на три шари: передній план, фон та чорно-білу маску. До кожного з цих шарів застосовуються власні алгоритми стискання.

## Ліцензійна інформація
Був вперше опублікований у 1998 році.
AT&T продали технологію компанії LizardTech, котра намагається використовувати її у своїх комерційних цілях. Але, завдяки відкритості формату, для створення та перегляду документів DjVu існує вільнопоширюване програмне забезпечення, доступне для різноманітних платформ.
1 липня 2008 року компанія Celartem Technology Inc., також материнська компанія, відділенням якої є компанія Lizardtech, анонсувала створення нового центру по продажах і управлінні Djvu, який розмістився в Сієтлі, штат Вашингтон (США). Відповідно тепер в Інтернеті підтримка формату здійснюється не з сайту компанії Lizardtech, а з сайту Celartem Technology Inc..
Остання версія була випущена в 2006 році.

## Програми, що підтримують DjVu
- DjVuLibre — переглядач та інструменти для DjVu, поширювані на умовах GPL
- WinDjView та MacDjView
- Evince
- STDU Viewer — має функцію пошуку по тексту та гортання сторінок коліщатком миші
- PocketDjVu